# Naprej zastava slave
Naprej zastava slave (hrvatski: Naprijed zastavo slave) je slovenska nacionalna budnica, a danas službena himna Slovenske vojske. Tekst je napisao Simon Jenko, a uglazbio Davorin Jenko. Nastala je 1860. Bila je dio himne Kraljevine Jugoslavije.

### Tekst na slovenskom
Naprej zastava Slave
Naprej zastava Slave,

na boj junaška kri

za blagor očetnjave

naj puška govori!
Z orožjem in desnico,

nesimo vragu grom,

zapisat v kri pravico,

ki terja jo naš dom.
Naprej zastava Slave,

na boj junaška kri,

za blagor očetnjave

naj puška govori!
Draga mati je prosila,

roke okol vrata vila,

je plakala moja mila,

tu ostani ljubi moj!
Zbogom mati, ljuba zdrava,

mati mi je očetnjava,

ljuba moja čast in slava,

hajdmo, hajdmo, zanjo v boj!
Naprej zastava Slave,

na boj junaška kri,

za blagor očetnjave

naj puška govori!
Naprej! Naprej!

### Prijevod na hrvatski
Naprijed zastavo slave, 

na boj junačkom krvlju, 

za dobrobit domovine, 

neka puške govore!
S oružjem u desnici, 

mi šaljemo vragu bijes. 

Krvlju pravdu pišemo, 
 
ova zemlja je naš dom.
Naprijed zastavo slave, 

na boj junačkom krvlju, 

za dobrobit domovine, 

neka puške govore.
Naprijed! Naprijed!